# Anthophila fabriciana
Anthophila fabriciana — вид лускокрилих комах родини хореутид (Choreutidae).

## Поширення
Вид поширений в Європі та Азії (за винятком тропічних регіонів). Присутній у фауні України. У 2013 році виявлений у Канаді (Манітоба).

## Опис
Anthophila fabriciana має розмах крил 10–15 мм. Передні крила темно-коричневого забарвлення з блідо-сірим візерунком, з жовтувато-білою реберною плямою та постмедіанною фасцією. На черевці видно великі бліді смуги.

## Спосіб життя
Метелики літають з травня по жовтень. Буває два покоління на рік. Яйця відкладаються на стеблі або на будь-якій поверхні листа кормової рослини. Основна харчова рослина — це кропива пекуча (Urtica dioic'), але личинки також можна зустріти на настінниці лікарській (Parietaria officinalis) та живокості бульбистому (Symphytum tuberosum).